# Giorgio Spinola
Giorgio Spinola (né le 5 juin 1667 à Gênes, alors dans la république de Gênes, et mort le 17 janvier 1739 à Rome) est un cardinal italien du XVIIIe siècle.

## Biographie
Giorgio Spinola exerce des fonctions au sein de la Curie romaine. Il est nommé inquisition à Malte du 4 juillet 1703 au 15 juin 1706, archevêque titulaire de Césarée-en-Cappadoce (de) en 1711 et envoyé comme nonce apostolique au gouvernement espagnol de l'archiduc d'Autriche (1711) et comme nonce apostolique en Autriche (en) (1713).
Le pape Clément XI le crée cardinal lors du consistoire du 19 novembre 1719. Le cardinal Spinola est cardinal secrétaire d'État de 1721 à 1724. Il est camerlingue du Sacré Collège en 1726, préfet de la Congrégation de l'immunité ecclésiastique, légat apostolique à Bologne de 1727 à 1731 et nommé légat a latere dans les duchés de Parme et Plaisance en 1734.  
Spinola participe au conclave de 1721, lors duquel Innocent XIII est élu pape, et à ceux de 1724 (élection de Benoît XIII) et de 1730 (élection de Clément XII).

## Succession apostolique
Giorgio Spinola a ordonné les évêques suivants :
- Archevêque Isidoro Bertrán García (1712)
- Évêque Elias Daniel von Sommerfeld (de) (1714)
- Cardinal Thomas Philip Wallrad d'Alsace-Boussut de Chimay (1716)
- Évêque Petrus Bakich de Lach (hr) (1717)
- Évêque Domenico Maria Cedronio, O.P. (1720)
- Évêque Camillo de Mari, C.R. (1720)
- Archevêque Carlo Maria Lomellino (1723)
- Évêque Francesco Antonio Bussolini, O.S.B. (1723)
- Évêque Tommaso Severi (1727)
- Évêque Antonio Maria Ghislieri (1729)
- Cardinal Giacomo Oddi (1732)
- Cardinal Giovanni Francesco Stoppani (1735)
- Évêque Giuseppe Luigi de Andujar, O.P. (1737)
- Évêque Costantino Serra, C.R.S. (1737)